# Kunal Lahiry
Kunal Lahiry (* 1991 in Florida) ist ein amerikanischer Pianist.

## Leben
Kunal Lahiry absolvierte ein Bachelorstudium in Klavier solo von 2010 bis 2013 an der McGill University (Montréal, Kanada) und von 2014 bis 2019 ein Masterstudium in Liedgestaltung bei Wolfram Rieger an der Hochschule für Musik Hanns Eisler Berlin. Als international auftretender Liedduopartner arbeitete er u. a. mit Álfheiður Erla Guðmundsdóttir, Fatma Said und Siobhan Stagg zusammen und nahm an Meisterklassen u. a. bei Piotr Beczala, Thomas Hampson und Hartmut Höll teil. Während der Einschränkungen durch Covid-19 wirkte er an zahlreichen Videostreams mit, darunter der Übertragung eines Konzerts mit Siobhan Stagg für Publikum der Melbourne Digital Concert Hall, eines Abends der von Thomas Hampson veranstalteten Schubert Week in Berlin und zweier Auftritte bei den von Daniel Hope für Arte Concert live übertragenen Hauskonzerten. Für die Jahre 2021 bis 2023 wurde er in das BBC Radio 3 New Generation Artists Scheme zur Förderung junger talentierter Musiker aufgenommen.

## Aufnahmen
- Le Promenoir des Amants, Lieder von Loewe, Ravel, Schubert, Schumann, Debussy, Zemlninsky, Caplet, Schubert. Mit Marie-Laure Garnier (Sopran), Marielou Jacquard (Mezzosopran), Jean-Christophe Laniece (Bariton), Alex Rosen (Bass), Celia Oneto-Bensaid (Klavier), Kunal Lahiry (Klavier), Romain Louveau (Klavier), Michal Biel (Klavier). CD erschienen bei B-Records, Okt. 2019.
- Licht der Nacht, Lieder von Arnold Schönberg, Claude Debussy, Alexander Zemlinsky, Maurice Ravel, Lili und Nadia Boulanger, Alma Mahler, und Alban Berg. Colline Dutilleul, Mezzosopran, Kunal Lahiry, Klavier. Cd erschienen bei Fuga Libera, 2022.